# Microkernel
Un microkernel o μ-kernel és un model de kernel de sistema operatiu que fa servir el mínim de programari que per fer funcionar un sistema operatiu (SO). Aquests mecanismes inclouen la gestió de l'espai d'adreces de baix nivell, la gestió de fils i la comunicació entre processos (IPC). Només fa les operacions bàsiques i tota la resta, com ara sistema de fitxers, controladors, extensions i connectors es fa de fora, com si fossin programmes separats. Això és diferent del kernel monolític, com per exemple en Windows, on tot es fa dins del mateix bloc.
Construït així, un microkernel consta d'un conjunt limitat d'operacions (la major part de baix nivell) que s'executen en espai de kernel, mentre que les restants (crides al sistema, gestió de memòria, sistema de fitxers, operacions d'E/S, etc.) s'executen mitjançant processos servidors en espai d'usuari.
Això millora la tolerància a errors i eleva la portabilitat entre plataformes de maquinari, segons els defensors d'aquesta tendència. Però els seus detractors diuen que el codi és més complex, té menys rendiment i és limitat en diverses funcions.
Alguns sistemes operatius amb microkernel:
- Minix
- GNU Hurd
- NeXTSTEP
- BeOS
- L4
- Netkernel
- AmoebaOS
- RaOS
- RadiOS
- Chorus
- MacOSX[6]